# Лотар Удо II
Лотар Удо II (на немски: Lothar Udo II, * 1020/1030, † 4 май 1082) от род Удони, е граф на Щаде и от 1057 г. маркграф на Северната марка.

## Биография
Той е единствен син и наследник на маркграф Лотар-Удо I († 7 ноември 1057) и Аделхайд фон Райнфелден, вероятно дъщеря на граф Куно фон Оенинген.
Той е против роднините му от род Билунги и против архиепископ Адалберт от Бремен, който има голямо влияние над още малолетния крал Хайнрих IV и иска да увеличи територията на архиепископство Бремен с други малки графства. Адалберт получава през 1063 г. Графство Щаде на Долна Елба и Долен Везер. Лотар Удо II започва военни действия против Билунгите. През 1066 г. той си взема обратно териториите. През 1068 г. Удо II получава и Маркграфство Цайц.
Между 1068 и 1069 г. той тръгва с крал Хайнрих IV на безуспешен поход против славянските лютичи на Елба. През 1071 г. той участва в заговора на князете в Бардовик. Удо участва от 1073 г. в Саксонската война на страната на въстаналия баварски херцог Ото II от Нортхайм в Саксония против Хайнрих IV.
През 1075 г. той участва на страната на саксите в битката при Хомбург на Унструт (на 9 юни 1075), където са победени. Скоро след загубата Удо се разбира с краля и чрез даване на един от синовете му като заложник не е затворен. Заедно с архиепископ Лимар той е посредник в преговорите между Хайнрих IV и въстаналите князе.
След неговата смърт през 1082 г. Удо е наследен в маркграфството от сина му Хайнрих I Дългия.

## Семейство и деца
Лотар Удо II се жени за Ода фон Верл (също Уда и Хилария; * ок. 1050), дъщеря на Рихенза Швабска от нейния първи брак с граф Херман III фон Верл. Техните деца са:
- Хайнрих I Дългия (* ок. 1065, † 27 юни 1087)

∞ Аделхайд Киевска
- Лотар Удо III (IV) (* ок. 1070, † 2 юни 1106)
- Рудолф I († 7 декември 1124)

∞ Рихардис фон Спонхайм, дъщеря на граф Херман († 22 юли 1118) от Спонхайм-Лавантал, от 1080 г. бургграф на Магдебург, брат на Хартвиг, архиепископ на Магдебург през 1079 – 1102
- Зигфрид († ок. 1111), духовник в Магдебург
- Аделхайд (* ок 1065, † 18 октомври 1110)

∞ Фридрих III († 5 февруари 1085), граф на Гозек
∞ Лудвиг Скачащия от Тюрингия (* 1042, † 1123)